# Tanjung Aur (Gumay Ulu)
Tanjung Aur is een bestuurslaag in het regentschap Lahat van de provincie Zuid-Sumatra, Indonesië. Tanjung Aur telt 251 inwoners (volkstelling 2010).